# Nesonotus denticulatus
Nesonotus denticulatus är en insektsart som först beskrevs av Brunner von Wattenwyl 1895.  Nesonotus denticulatus ingår i släktet Nesonotus och familjen vårtbitare. Inga underarter finns listade i Catalogue of Life.